# HC Slavia Praha (ženy)
HC Slavia Praha (celým názvem: Hockey Club Slavia Praha) byl český klub ženského ledního hokeje, který sídlil v Praze. Založen byl v roce 2002 pod názvem HC Letňany Sýkorky. Svůj poslední název nesl od roku 2003. Po vítězné sezóně 2017/18 získala pražská Slavie svůj jubilejní desátý triumf v nejvyšší soutěži žen. Paradoxně to byla také poslední sezóna její existence. V říjnu 2018 byl totiž celý klub přestěhován do Příbrami, kde začal působit pod hlavičkou místního HC. Pražská Slavie ve své poslední sezóně právě v Příbrami působila a odehrávala zde své domácí zápasy. Klubové barvy byly červená a bílá.
Své domácí zápasy odehrával ve své poslední sezóně na zimním stadionu Příbram s kapacitou 5 700 diváků. Dříve hrával ženský oddíl v Kralupech nad Vltavou.

## Historie

### První rok
Klub byl založen v roce 2002 jako HC Letňany Sýkorky. V tomto roce se přihlásil do ligy a sehrál svou první sezónu. Domovský stadion měl v Letňanech, kam jezdily soupeři vítězit vysokým skóre. Klub sbíral hlavně cenné zkušenosti a skončil na posledním 14. místě.

### Působení v lize s novým názvem
V roce 2003 se jeho název změnil na HC Slavia Praha. Pod tímto názvem se klub začal zdokonalovat. Výkonnost se rapidně zvedla, rozšiřoval se kádr, začaly přicházet lepší hráčky. Post golmana doplnily dvě posily, k dispozici bylo 11 obránců a 11 útočníků. Celou sezónu 2003/2004 se tým pohyboval na hraně postupu do vysněného play-off. Ten se sice nakonec nekonal, protože skončil na 7. místě, nicméně sezóna tím nekončila, právě naopak. Pokračovala nadstavbovou částí, kde slávistky hrály o čelo tabulky. Nakonec ve vypjatých bojích skončily na 2. místě.
V sezóně 2004/2005 se opět upravoval hráčský kádr, k dispozici byly 4 golmani, 8 obránců a 12 útočníků, ale některé hráčky byly uvolněné na hostování. Tým postoupil do play-off, kde chtěl vybojovat medaili. Jenže pouze 2 výhry z 10 zápasů mu nakonec zajistily poslední 6. místo, které bylo bráno jako neúspěch.
Před začátkem play-off sehrály hokejistky dvě přátelské utkání s výběrem Čech, složeným převážně z hráček ročníku 1986 a mladší.
Před sezonou 2005/2006 tým absolvoval náročnou letní přípravu, účastnil se turnajů a sehrál několik přípravných utkání. Přestěhoval se do Kralup nad Vltavou, kde našel dobré zázemí a novou kabinu. Do týmu přišlo několik nových posil, spousta hráček měla reprezentační zkušenosti, všechno vedlo k zisku medaile, nejlépe zlaté.
V základní části tým vyhrál všechna utkání a do play-off postupoval z prvního místa s plným počtem bodů. Největším soupeřem měla být Opava, která je tradiční aspirant na mistrovský titul. O vítězi mistra ligy rozhodoval až poslední vzájemný zápas, který nakonec po vypjatém boji vyhrála Opava. Po prvotním zklamání si nakonec tým oslavil stříbrné medaile a konečné druhé místo v lize. Tým si vše vynahradil v následujícím roce, kdy získal poprvé v historii titul mistryň ČR. Od té doby suverénně kraloval českému ženskému hokeji a v roce 2012 získal již 6 titul v řadě. Jeho dominanci narušila v následujících dvou letech Karviná, ale v roce 2015 se HC Slavia znovu vrátila na český hokejový trůn, který o rok později znovu obhájila.

## Historické názvy
- 2002 – HC Letňany Sýkorky (Hockey Club Letňany Sýkorky)
- 2003 – HC Slavia Praha (Hockey Club Slavia Praha)
- 2018 – fúze s HC Příbram ⇒ zánik[1][2]

## Získané trofeje

### Vyhrané domácí soutěže
- Extraliga ženského hokeje ( 10× )
  - 2006/07, 2007/08, 2008/09, 2009/10, 2010/11, 2011/12, 2014/15[4], 2015/16, 2016/17[5], 2017/18[6]

### Vyhrané mezinárodní soutěže
- Elite Women's Hockey League ( 2× )
  - 2007/08, 2008/09

## Přehled ligové účasti
Stručný přehled
Zdroj:
- 2002–2011: 1. liga (1. ligová úroveň v České republice)
- 2011–2012: 1. liga – sk. A (1. ligová úroveň v České republice)
- 2012–2017: 1. liga - TOP divize (1. ligová úroveň v České republice)
- 2017–2018: Extraliga (1. ligová úroveň v České republice)

Jednotlivé ročníky
Zdroj:
Legenda: ZČ - základní část, červené podbarvení - sestup, zelené podbarvení - postup, fialové podbarvení - reorganizace, změna skupiny či soutěže
| Česko (2002 – 2018) |                      |           |           |                                       |              |
| Sezóny              | Soutěž               | Úroveň    | ZČ        | Play-off, nadstavba, sk. o udržení... | Poznámky     |
| 2002/03             | 1. liga              | 1. úroveň | 14. místo |                                       |              |
| 2003/04             | 1. liga              | 1. úroveň | 7. místo  | Nadstavbová skupina (2. místo)        |              |
| 2004/05             | 1. liga              | 1. úroveň | 4. místo  | Čtvrtfinále                           |              |
| 2005/06             | 1. liga              | 1. úroveň | 1. místo  | Finále                                |              |
| 2006/07             | 1. liga              | 1. úroveň | 1. místo  | Vítěz                                 |              |
| 2007/08             | 1. liga              | 1. úroveň | 1. místo  | Vítěz                                 |              |
| 2008/09             | 1. liga              | 1. úroveň | 1. místo  | Vítěz                                 |              |
| 2009/10             | 1. liga              | 1. úroveň | 1. místo  | Vítěz                                 |              |
| 2010/11             | 1. liga              | 1. úroveň | 1. místo  | Vítěz                                 | Reorganizace |
| 2011/12             | 1. liga – sk. A      | 1. úroveň | 1. místo  | Vítěz                                 | Reorganizace |
| 2012/13             | 1. liga - TOP divize | 1. úroveň | 1. místo  | Finále                                |              |
| 2013/14             | 1. liga - TOP divize | 1. úroveň | 1. místo  | Finále                                |              |
| 2014/15             | 1. liga - TOP divize | 1. úroveň | 1. místo  | Vítěz                                 |              |
| 2015/16             | 1. liga - TOP divize | 1. úroveň | 1. místo  | Vítěz                                 |              |
| 2016/17             | 1. liga - TOP divize | 1. úroveň | 1. místo  | Finálová skupina (1. místo)           | Reorganizace |
| 2017/18             | Extraliga            | 1. úroveň | 1. místo  | Vítěz                                 |              |

## Účast v mezinárodních pohárech
Zdroj:
Legenda: EWHL – Elite Women's Hockey League, EWCC – IIHF European Women's Champions Cup, EWHL SC – EWHL Super Cup
- EWHL 2007/2008 – Finálová skupina (1. místo)
- EWCC 2007/2008 – 2. kolo, sk. F (3. místo)
- EWHL 2008/2009 – Finálová skupina (1. místo)
- EWCC 2008/2009 – 2. kolo, sk. E (3. místo)
- EWCC 2009/2010 – Finálová skupina (4. místo)
- EWCC 2010/2011 – 2. kolo, sk. E (3. místo)
- EWCC 2011/2012 – 1. kolo, sk. D (2. místo)
- EWCC 2012/2013 – 2. kolo, sk. F (4. místo)

## Hokejbal
Klub se současně s hokejem účastnil i Mistrovství České republiky v hokejbalu, jehož byl několikanásobným vítězem. Trenér Karel Manhart byl zároveň trenérem české ženské hokejbalové reprezentace, která je vicemistrem světa z roku 2015. Existence tohoto odvětví vzala za své se zánikem klubu.